# Новостепановский сельский совет
Новостепановский сельский совет (укр. Новостепанівська сільська рада) — входит в состав Новомосковского района Днепропетровской области Украины.
Административный центр сельского совета находится в с. Новостепановка.

## Населённые пункты совета
- с. Новостепановка
- с. Варваровка
- с. Весёлое
- с. Герасимовка
- с. Гнатовка
- с. Ивано-Михайловка